# Liparetrus picipennis
Liparetrus picipennis är en skalbaggsart som beskrevs av Ernst Friedrich Germar 1848. Liparetrus picipennis ingår i släktet Liparetrus och familjen Melolonthidae. Inga underarter finns listade i Catalogue of Life.